# Acacia tenuinervis
Acacia tenuinervis — вид квіткових рослин з родини бобових. Ареал: Австралія (Квінсленд).

## Середовище
Вид можна знайти на гравійних залізнякових ґрунтах як частину чагарникових угруповань Acacia harpophylla або відкритих евкаліптових лісових угруповань.

## Біоморфологічна характеристика
Це кущ або дерево зазвичай виростає до максимальної висоти 9 метрів і може випускати кореневі нащадки. Має чорну або сіро-коричневу кору, яка досить борозниста. Оранжево-червоні або червоно-коричневі гілочки вкриті дрібним білим порошком, зазвичай вони кутасті до верхівок, а з віком стають голими та пласкими. Голі та вічнозелені філодії мають вузькоеліптичну форму, від прямої до серпуватих, у довжину від 6,5 до 12,5 см та вшир від 15 до 30 мм, з трьома-п'ятьма злегка виступаючими головними жилками. Цвіте з серпня по вересень, утворюючи золотисті квітки. Циліндричні квіткові колоси мають довжину від 3 до 5 см. Стручки мають лінійну форму, звужені та підняті над насінням, у довжину від 2 до 11 см та вшир від 2 до 4 мм. Чорне насіння розташоване поздовжньо всередині стручка. Насіння має довгасто-еліптичну форму довжиною від 3,5 до 6 мм.